# 14-Hidroksidihidrokodein
14-Hidroksidihidrokodein (RAM-318) je opijatni analgetički lek, koje isto tako aktivni metabolit oksikodona i hidromorfinola.